# Billy el Nen
|  | Per a altres significats, vegeu «Antonio González Pacheco». |

Henry McCarty (23 de novembre de 1859 - 14 de juliol de 1881), més conegut per Billy el Nen (Billy the Kid, en anglès) fou un bandit del Far West nord-americà que es va dedicar principalment al robatori de cavalls i bestiar vacum. També va emprar els malnoms Henry Antrim, William H. Bonney i Kid Antrim. El seu aspecte jovenívol, la seva precocitat en l'ofici i el fet que morís amb només 21 anys expliquen prou bé el fet que se'l conegués com el Noi o el Nen. La llegenda diu que havia nascut a Nova York, però no n'hi ha proves.
Se'l va acusar d'haver matat 21 homes, un per cada any que va viure, tot i que només se li van poder provar 9 homicidis (dels quals, però, 5 en enfrontaments en grup, on no és possible saber amb seguretat qui va encertar el tret mortal; 2 més en defensa pròpia; i els altres 2 durant una de les seves fugides de la presó).

## Biografia

### Joventut
De família irlandesa pobra, com moltes altres van haver d'emigrar cap a l'Oest dels Estats Units. El 1870, la seva mare, el seu germanastre i ell es van instal·lar a Wichita (Kansas). Allí van obrir una bugaderia i també acollien hostes a casa. El 1873, la mare, Catherine, s'uneix a William Henry Harrison Antrim, que es va fer molt amic dels dos nois, fins al punt que Henry va arribar a usar el seu nom (William o Billy) i el seu cognom (Antrim). Poc temps després, i a causa de la tuberculosi que Catherine havia contret, es traslladen a Silver City (Nou Mèxic), on la parella es casa. Però Catherine morirà de seguida, el 1874, i Antrim se'n va a Arizona, deixant sols els nois. Billy, de 14 anys, ha de sobreviure treballant de rentaplats en un hotel, entre altres feines. En aquesta època, comença a cometre robatoris de poca importància, anant a la presó algunes vegades. Billy es va passar gran part de la seva joventut en l'ambient dels saloons de la frontera.

### Guerra del comtat de Lincoln

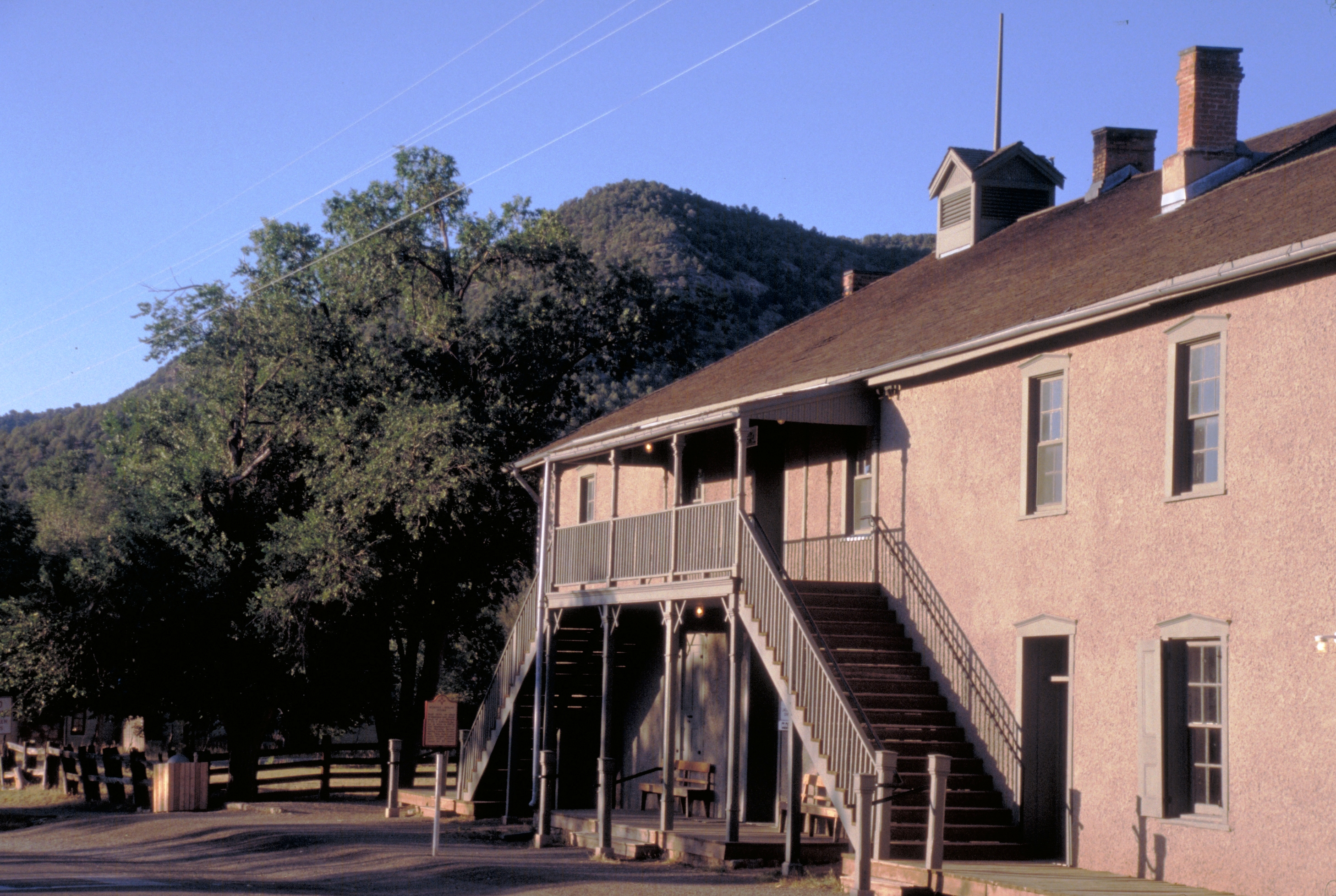
Jutjat i presó de Lincoln, Nou Mèxic.

El 1877, Billy es trasllada a Lincoln (Nou Mèxic), on entra al servei de John Tunstall, un granger i home de negocis anglès, i del seu soci, el conegut advocat Alexander McSween. En aquest context, es produeix l'anomenada "Guerra del comtat de Lincoln", motivada per conflictes entre Tunstall i McSween, d'una banda, i un altre granger de la zona anomenat John Chisum. Tunstall va ser assassinat, cosa que va provocar la reacció violenta dels seus treballadors, inclòs en Billy, que van organitzar una banda de pistolers anomenada "els Reguladors", amb la qual van cometre diversos assassinats. A causa de les successives morts dels líders de la banda, finalment Billy McCarthy acaba sent-ne el cap.

### Amnistia i final

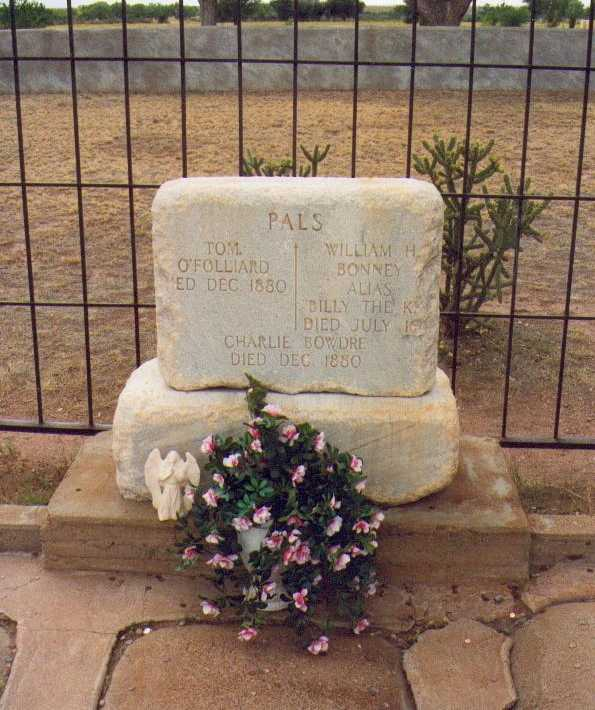
Tomba de Billy el Nen a Fort Sumner, Nou Mèxic.

A fi d'acabar amb el conflicte de Lincoln, el nou governador de Nou Mèxic Lew Wallace, ofereix als "Reguladors" i a McCarthy un indult a canvi de testificar contra els altres implicats en el judici. Billy accepta, però al final ha de fugir quan s'adona que el governador no seria fidel als seus compromisos, i que ell s'arriscava, de fet, a una condemna.
Aleshores, el governador Wallace contracta un antic amic de Billy, en Pat Garrett, com a xèrif del comtat i li encomana capturar el pròfug, amb l'al·licient addicional d'una recompensa de 5.000 dòlars. Tres mesos després de la fuga, Garrett i els seus ajudants troben en Billy a prop de Fort Sumner, i aconsegueixen matar-lo en circumstàncies que no han estat explicades i amb versions contradictòries entre els diversos protagonistes.

## Personalitat
Una característica personal de Henry McCarty, Billy el Nen, molt ben documentada, té el vistiplau dels investigadors: és el seu carisma personal i la seva popularitat. Diversos informes dels seus amics i coneguts el descriuen com alegre i amant de la diversió, que s'expressava amb claredat tant per escrit com de paraula (fins i tot escrivia poesia), i que era lleial amb els seus. Parlava espanyol amb fluïdesa, era molt popular entre les noies hispanes, bon ballador i molt estimat per la comunitat hispana del territori de Nou Mèxic, ja que el veien com un heroi dels oprimits. "Els seus amics hispans no el veien com un assassí despietat, sinó com un defensor del poble que s'havia vist forçat a matar per defensar-se", ha escrit Wallis. "Quan el Nen rondava per aquelles terres, renyava els camperols hispans que tenien por d'enfrontar-se als grans grangers que els robaven la terra, l'aigua i els mitjans de vida". D'altra banda, durant molt de temps es va donar per fet que era esquerrà, però ara sabem que la confusió venia d'una interpretació equivocada de l'única fotografia que es va fer en vida, que s'havia publicat capgirada.

## El personatge
El xèrif Pat Garrett, després de matar-lo el 1881, publicà un llibre que es va fer força popular: The Authentic Life of Billy The Kid. El Nen havia entrat a la llegenda.
És un dels personatges reals més coneguts de tota la història de l'oest americà i de tota la saga del western.

## Fotografia
Només existeix una fotografia autenticada que mostra Billy; d'altres on es creu que pot aparèixer són discutides.

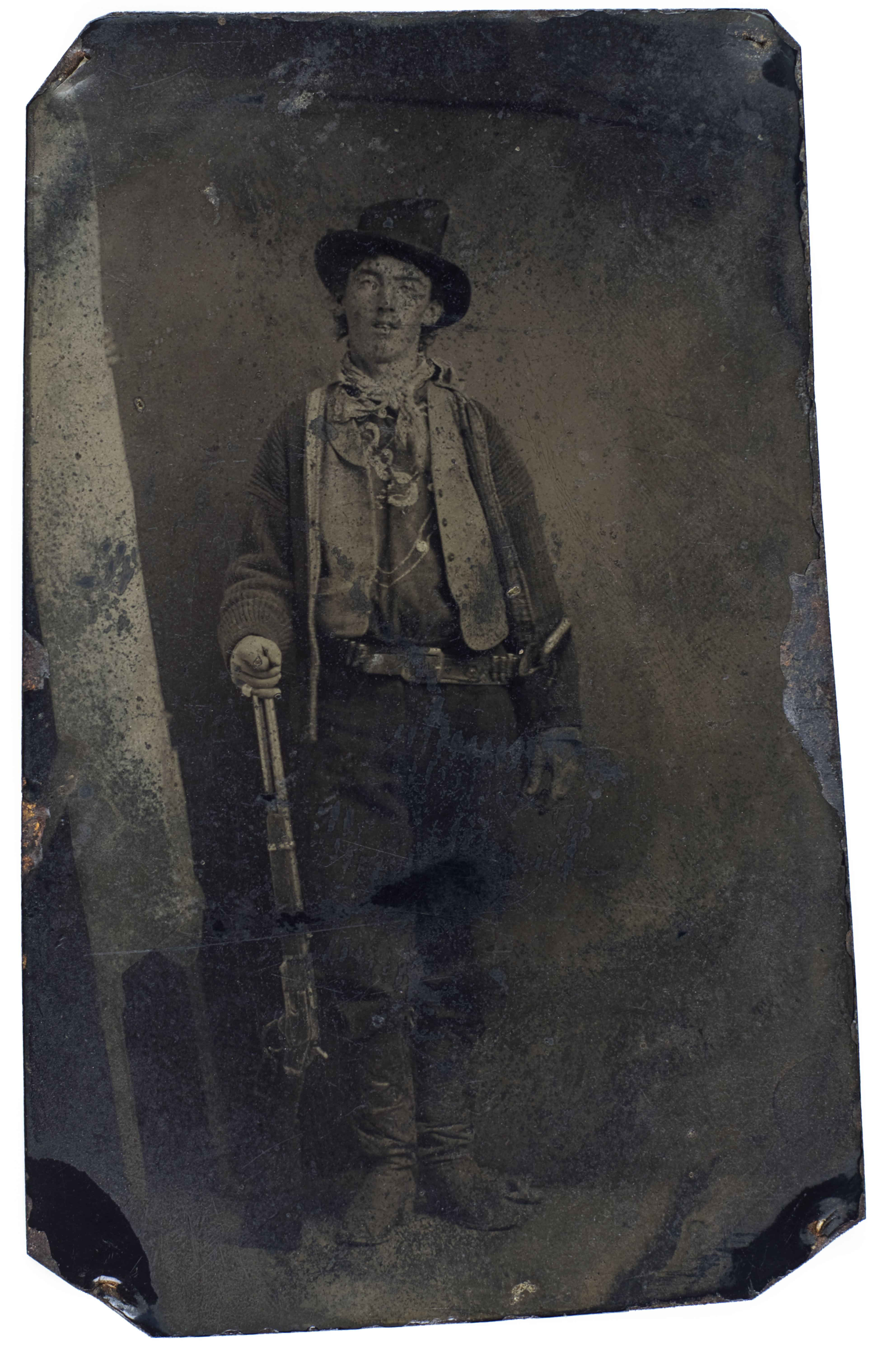
Ferrotip original de Billy el Nen, 1880

### Ferrotip de Dedrick
Un dels pocs artefactes que queden de la vida de McCarty és una fotografia de ferrotip de 2 per 3 polzades (5,1 per 7,6 centímetres) de McCarty feta per un fotògraf retratista desconegut a finals de 1879 o principis de 1880. La imatge mostra a McCarty amb una armilla. sobre un jersei, un barret i una bandana, mentre sostenia un Fusell Winchester Model 1873 amb la culata recolzada a terra. Durant anys, aquesta va ser l'única fotografia que els estudiosos i historiadors van coincidir que mostra a McCarty. El ferrotip va sobreviure perquè l'amic de McCarty, Dan Dedrick, el va mantenir després de la seva mort. Va ser transmès per la família de Dedrick, i va ser copiat diverses vegades, apareixent en nombroses publicacions durant el segle xx. El juny de 2011, l'empresari William Koch va comprar la placa original a una subhasta per 2,3 milions de dòlars.
La imatge mostra a McCarty amb el seu revòlver Colt enfundat al costat esquerre. Això va fer que els historiadors creguessin que era esquerrà, però no van tenir en compte que el procés del ferrotip produeix imatges invertides. El 1954, els historiadors James D. Horan i Paul Sann van escriure que McCarty era dretà i portava la seva pistola al maluc dret. L'opinió va ser confirmada per Clyde Jeavons, antic comissari del National Film and Television Archive. Diversos historiadors han escrit que McCarty era ambidextre.

### Ferrotip de croquet

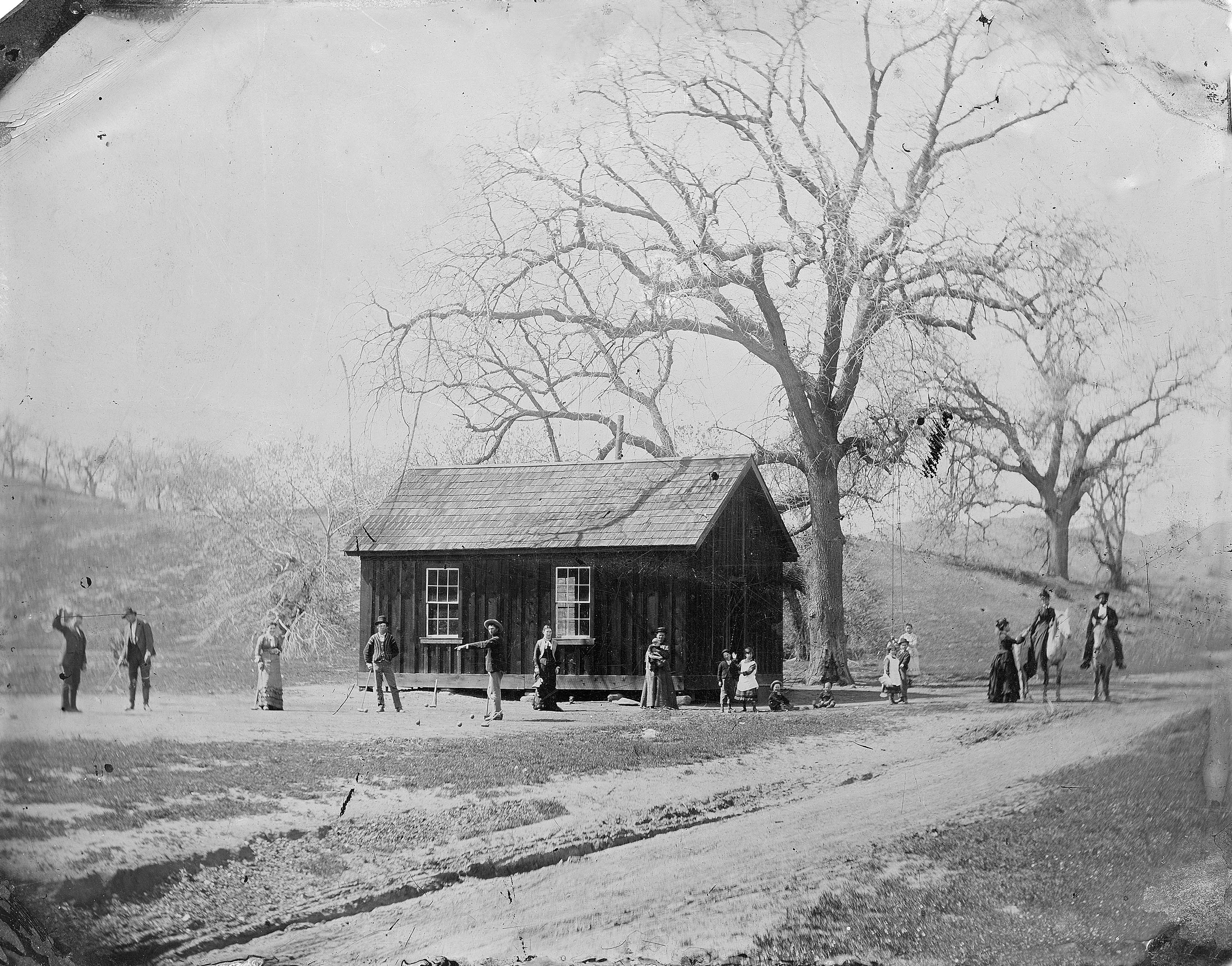
Ferrotip amb Billy el Nen i membres d'"els Reguladors" jugant a croquet, 1878

S'ha afirmat que un ferrotipus de 4 per 6 polzades (100 mm × 150 mm) comprat en una botiga de records a Fresno, Califòrnia, el 2010, mostra a McCarty i als membres de "els Reguladors" jugant al croquet. Si és autèntica, és l'única foto coneguda de Billy el Nen i "els Reguladors" junts i l'única imatge que inclou les seves dones i parelles. El col·leccionista Robert G. McCubbin i el controvertiti historiador John Boessenecker van concloure el 2013 que la fotografia no mostra McCarty. Whitny Braun, professor i investigador, va localitzar un anunci de jocs de croquet venuts a Chapman's General Store a Las Vegas, Nou Mèxic, datat al juny de 1878. Kent Gibson, un expert en vídeos forenses i imatges fixes, va oferir els serveis del seu programari de reconeixement facial i va afirmar que McCarty és realment un dels individus de la imatge.
L'agost de 2015, oficials del Lincoln State Monument i el Departament d'Afers Culturals de Nou Mèxic van dir que, malgrat la nova investigació, no podien confirmar que la imatge mostrés McCarty o altres de l'època de la Guerra del Comtat de Lincoln, segons el gerent del Monument, Gary Cozzens. Un comissari de fotografia dels arxius del Palau dels Governadors, Daniel Kosharek, va dir que la imatge és "problemàtica en molts fronts", inclosa la petita mida de les figures i la manca de semblança del paisatge de fons amb el comtat de Lincoln o l'estat de general. Els editors del personal de True West Magazine van dir: "ningú a la nostra oficina pensa que aquesta foto sigui del Nen [i "els Reguladors"]".
A principis d'octubre de 2015, Kagin's, Inc., una empresa d'autenticació numismàtica, va dir que la imatge era autèntica després que diversos experts, inclosos els associats amb un programa recent de National Geographic Channel, la examinessin.

## Seguir la pista de Billy el Nen
El turisme entorn de Billy el Nen es troba en creixement a l'Estat de Nou Mèxic. La Billy the Kid Scenic Byway és una ruta turística que enllaça diverses poblacions: Ruidoso, Capitan, Fort Stanton, Lincoln, Hondo i San Elizario.
- Ruidoso, on hi ha el "Hubbard Museum of the American West".
- Lincoln, ciutat històrica protegida.
- Fort Sumner, amb dos museus, les tombes de Billy el Nen i de Pat Garrett, i una placa commemorativa.
- Mesilla.

I també s'estén per l'estat de Texas:
- Hico, ciutat on va viure Brushy Bill Roberts, que afirmava ser el Nen i que, per tant, no era mort. Hi ha un museu i una estàtua.
- Hamilton, on hi ha la tomba de Brushy Bill Roberts.
- San Elizario (als afores d'El Paso), amb l'antiga presó i el restaurant Billy the Kid.

## Algunes referències a la cultura popular
Billy el Nen ha estat el protagonista i la inspiració de moltes obres populars, com ara aquestes (llista no exhaustiva):

### Literatura
- Michael Ondaatje, The Collected Works of Billy the Kid: Left-handed Poems, 1970, recull els poemes escrits pel mateix Billy el Nen.
- Michael Scott, The Sorceress (volum 3 de la sèrie Secrets of the Immortal Nicholas Flamel).
- Rebecca Ore, The Illegal Rebirth of Billy the Kid, 1991 (novel·la de ciència-ficció).

### Cinema
- Billy the Kid, 1930, dirigida per King Vidor i protagonitzada per Johnny Mack Brown (Billy) i Wallace Beery (Pat Garrett).[22]
- Billy the Kid Returns, 1938, on Roy Rogers interpreta un doble paper: Billy el Nen i el seu esperit, just després de la seva mort.
- Billy the Kid, 1941, remake de la pel·lícula de 1930, amb Robert Taylor i Brian Donlevy.
- Buster Crabbe interpretà Billy el Nen en un serial de 13 capítols durant 1942 i 1943.[23]
- The Outlaw, 1943, de Howard Hughes, amb Jane Russell en un trencador paper com a fictícia enamorada del Nen.
- The Kid from Texas, 1950, amb Audie Murphy.
- The Law vs Billy the Kid, 1954, amb Scott Brady.
- The Left Handed Gun, 1958, d'Arthur Penn, basada en un programa de televisió de Gore Vidal, amb Paul Newman (Billy) i John Dehner (Garrett).
- Chisum, 1970, de Geoffrey Deuel, amb John Wayne (John Chisum), ambientada en el conflicte del Comtat de Lincoln.
- Dirty Little Billy,[24] 1972, de Stan Dragoti, amb Michael J. Pollard.
- Pat Garrett and Billy the Kid, 1973, de Sam Peckinpah, amb Kris Kristofferson (Billy) i James Coburn (Pat Garrett). La banda sonora original és de Bob Dylan, que també fa un paper a la pel·lícula.
- Billy the Kid, 1989, de Gore Vidal,[25] amb Val Kilmer (Billy) i Duncan Regehr (Pat Garrett).
- Young Guns, 1988, de Christopher Cain, amb Emilio Estevez (Billy) i Patrick Wayne, fill de John Wayne (Pat Garrett).
- Young Guns II, 1990, de Geoff Murphy, ara amb William Petersen en el paper de Pat Garrett.
- Purgatory, 1999, d'Uli Edel per a televisió, amb Donnie Wahlberg.
- Requiem for Billy the Kid, 2006, d'Anne Feinsilber, amb Kris Kristofferson.
- Bill & Ted's Excellent Adventure, interpretada per Dan Shor, a qui es refereixen com "Mister The Kid".

### Televisió i ràdio
- Billy the Kid[Enllaç no actiu], un documental de la PBS (Nou Mèxic).(anglès)
- Billy the Kid: Unmasked, documental de Discovery Channel (2003) que investiga la vida i la mort de Billy el Nen a través de la ciència forense.
- Richard Jaeckel va interpretar el Nen el 1954 en un episodi de la sèrie de televisió de l'actor Jim Davis, Stories of the Century.
- La sèrie de la NBC The Tall Men (1960 - 1962), protagonitzada per Clu Gulager com a Billy i Barry Sullivan com a Pat Garrett.
- La sèrie de l'ABC Maverick inclou un episodi on Bret (James Garner) es troba amb alguns foragids, entre els quals hi havia Billy el Nen.
- Rèquiem per Billy the Kid (2007), un documental protagonitzat per Kris Kristofferson.

### Dibuixos animats
Billy el Nen apareix en nombroses aventures de Lucky Luke, amb unes maneres força allunyades de la realitat: se'l representa com un adolescent infantil i capriciós.

### Teatre
- Joseph Santley (coautor), un espectacle que ell mateix va interpretar el 1906 a Broadway.
- Michael Ondaatje, The Collected Works of Billy the Kid, 1973, espectacle basat en els seus poemes.

### Música
- Billy the Kid, cançó popular publicada a American Ballads and Folksongs per John A. Lomax i Alan Lomax,[26] i a Cowboy Songs and Other Frontier Ballads.[27]
- Billy the Kid, cançó popular interpretada per Woody Guthrie, i gravada per Alan Lomax el 1940 per a la Biblioteca del Congrés (#3412 B₂), amb una melodia que Guthrie va incorporar més tard a la seva cançó "So Long, it's Been Good to Know You". També la va gravar el 1944 sota el segell discogràfic Folkways, de Moe Asch.
- Aaron Copland, Billy the Kid, la partitura per a un ballet que va ser molt popular el 1939, amb coreografia de Eugene Loring.[28]
- Bob Dylan, Pat Garrett and Billy the Kid, àlbum que recull la banda sonora de la pel·lícula de Sam Peckinpah (1973).
- Bon Jovi, Blaze of Glory, àlbum que forma part de la banda sonora original de la pel·lícula Young Guns II, i que inclou les cançons Billy Get Your Guns i Blood Money.
- Marty Robbins, Billy the Kid, cançó de l'àlbum Gunfighter Ballads & Trail Songs Volume 3.
- Marty Robbins, Fastest Gun Around, cançó de l'àlbum Return of the Gunfighter (1963).
- Dave Stamey, The Skies of Lincoln County, on apareix el pistoler difunt com a narrador, desmentint diverses distorsions històriques difoses per Pat Garrett.
- Ry Cooder va gravar la cançó folk Billy the Kid dins l'àlbum Into The Purple Valley,[29] amb la seva pròpia melodia i el seu instrumental. També es troba dins Ry Cooder Classics Volume II.[30]
- Billy The Kid: Banda de Hardcore Punk originària de Costa Rica.
- Running Wild, Billy The Kid, cançó de l'àlbum Blazon Stone.
- Attaque 77, Billy the Kid.
- Charlie Daniels, Billy the Kid.
- Bruno Míllara, Billy y yo.
- Kortatu, Esto no es el Oeste, pero aquí también hay tiros (A Billy The Kid).
- Billy Joel, The Ballad of Billy the Kid.
- Chris Ledoux, Billy The Kid.
- Melendi, Billy el pistolero.